# Robert Waterman
Robert Whitney Waterman (Fairfield, 15 dicembre 1826 – San Diego, 12 aprile 1891) è stato un politico statunitense.
È stato il governatore della California dal gennaio 1891 al gennaio 1895. Rappresentante del Partito Repubblicano, è stato anche vice-governatore della California dal gennaio al settembre 1887 con Washington Bartlett alla guida dello Stato.